# Burg Bentheim
Die Burg Bentheim ist eine Höhenburg in Bad Bentheim im Landkreis Grafschaft Bentheim in Niedersachsen (Deutschland), deren Bau im Frühen Mittelalter begann. Sie gilt als eine der größten und schönsten Burganlagen Nordwestdeutschlands und ist das Wahrzeichen der Stadt Bad Bentheim. Erste Erwähnungen gehen auf Dokumente aus dem 11. Jahrhundert zurück.
Die Burg Bentheim ist bis heute im Besitz des Fürstenhauses zu Bentheim-Steinfurt.

## Lage

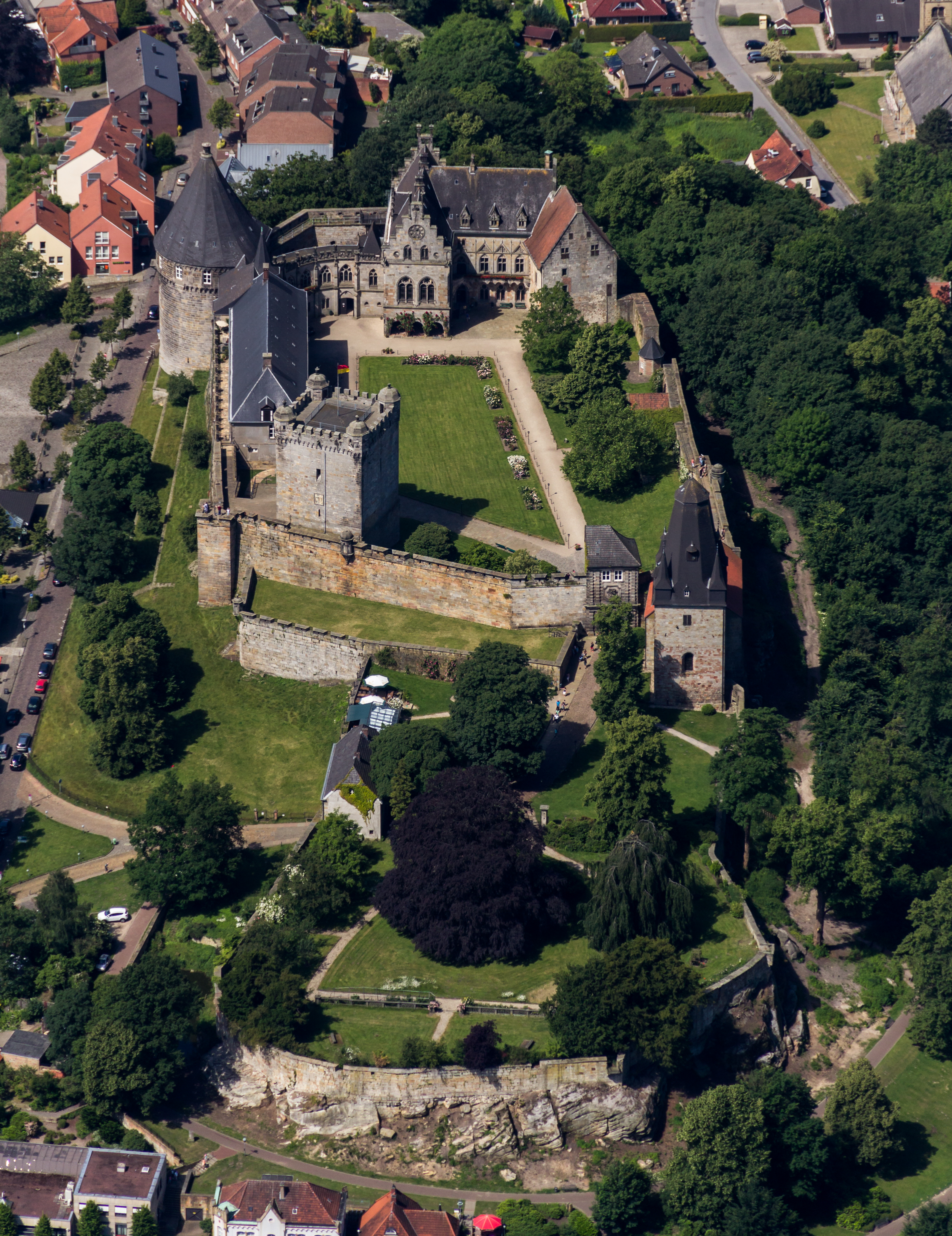
Luftbild (2014)

Die Burg Bentheim befindet sich auf 91,9 m ü. NN inmitten der Stadt Bad Bentheim in Niedersachsen; etwa acht Kilometer von der niederländischen Grenze entfernt. Sie steht auf einem großen Felsen aus Bentheimer Sandstein hoch über der Stadt; dieser auch Bentheimer Höhenrücken genannte Berg ist der letzte Ausläufer des Teutoburger Waldes. Der Batterieturm zum Beispiel war im Stande, durch die erhöhte Lage der Burg eine Verteidigung nach Süden und Westen hin zu sichern.

## Geschichte

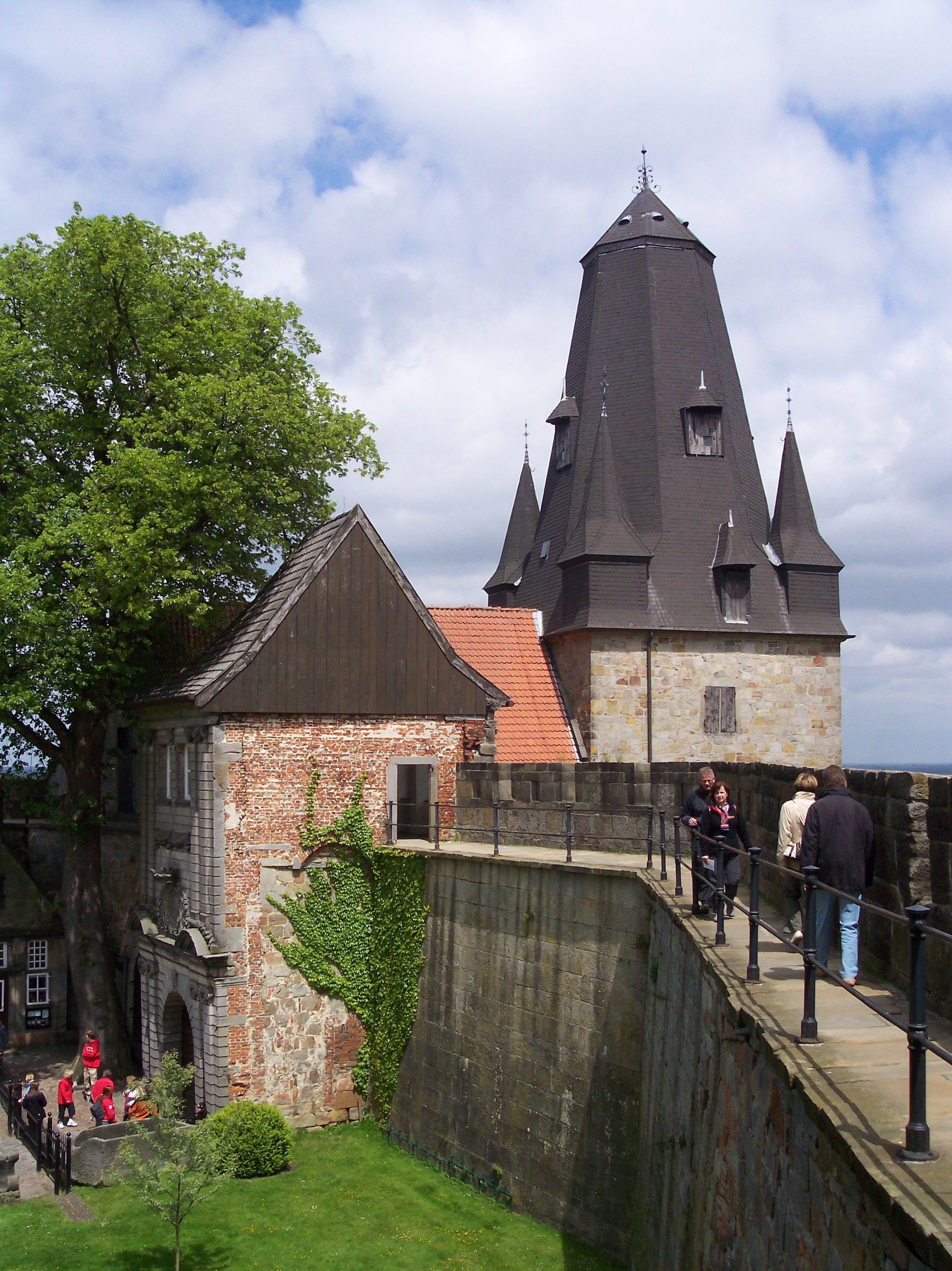
Wehranlage, Turm der Katharinenkirche und oberes Burgtor

### Geschichte bis zum 15. Jahrhundert
Die Anfänge der Festung, welche auf den Resten einer germanischen Fliehburg errichtet wurde, lassen sich historisch nicht genau belegen; erstmals urkundlich wurde die mächtige Burganlage der Grafen von Bentheim um 1050 im zweiten Werdener Heberegister erwähnt. Dort werden als Abgaben aus Binedheim 10 Maß Weizen, 3 Krüge Honig und 2 Solidi aufgelistet. Graf Otto von Northeim wird 1020 als Eigentümer der Burg genannt. Dieser zählte zu den einflussreichsten sächsischen Adeligen.
Im Jahr 1116 nahm Herzog Lothar von Süpplinburg (der spätere Kaiser Lothar III.) in der Auseinandersetzung mit Heinrich V. die Burg Bentheim – damals Binitheim – ein, brandschatzte und zerstörte sie vollkommen, wobei man annimmt, dass es sich zu der Zeit bei der Burg noch um einen hölzernen Wehrbau handelte. Im Annalista Saxo wird beschrieben: „Herzog Lothar von Sachsen belagert Binitheim, eine vortreffliche und feste Stadt, und verbrennt sie nach ihrer Eroberung“. Hieraus könnte man annehmen, dass die Burg schon zu dieser Zeit von Bedeutung war, wenn man die Wortwahl egregiam et firmam (lat.: vortrefflich/vorzüglich und fest) bedenkt.
Bei dieser Belagerung fand wahrscheinlich der letzte Northeimer Graf, Otto der Jüngere, den Tod. Die zerstörte Burg wurde offenbar bald danach wieder aufgebaut und gelangte in den Besitz von Lothars Schwager Graf Otto von Salm-Rheineck. Seine Frau Gertrud von Northeim (Gertrudis Palatina) nutzte die Burg Bentheim nach dem Tode Ottos im Jahre 1150 als Witwensitz; sie wird in einer Urkunde des Bischofs von Münster aus dem Jahre 1154 als comitissa de Benetheim bezeichnet. Dies stellt zugleich eine der ersten Erwähnungen des Bentheimer Geschlechts dar.
1146 kam es zu einer bewaffneten Auseinandersetzung zwischen Otto von Rheineck und dem Bischof von Utrecht um Besitzrechte in der Twente. Im Verlauf dieses Streits wurde Otto mit seinem Ritterheer bei Ootmarsum geschlagen. Daraufhin unterstand seine Burg bis 1190 dem Bistum Utrecht als Lehen; den Palas der Burg sowie eine errichtete Kapelle nahm der Bischof für sich in Anspruch. Ottos einziger Sohn und Erbe, Otto II. von Salm-Rheineck, eröffnete den Kampf um die Pfalz gegen Hermann von Stahleck und fiel diesem dabei im Jahre 1148 in die Hände, wo er in der Gefangenschaft auf der Schönburg bei Oberwesel im darauffolgenden Jahr erdrosselt wurde.
Über das Erbe der Tochter Ottos, Sophie von Salm-Rheineck, die mit dem holländischen Grafen Dietrich VI. von Holland vermählt wurde, gelangten daraufhin die Burg und die Herrschaft Bentheim um 1154 bzw. 1165 in den Besitz der Grafen von Holland. Der Begründer des Hauses Bentheim-Holland war der Sohn von Sophie und Dietrich, Otto der Jüngere, welcher in einer von Heinrich dem Löwen ausgestellten Urkunde von 1171 als comes de Binetheim Erwähnung findet. Gegen Ende des 14. Jahrhunderts starben die Bentheimer Grafen aus dem holländischen Hause aus und 1421 erlosch das Geschlecht der Edelherren von Steinfurt im Mannesstamm. Das Erbe ging auf einen Neffen, den Edlen Eberwin IV. von Götterswick (auch Everwyn von Güterswyk), über. Das adlige Haus Götterswick brachte die Herren von Götterswick hervor (heutiger Name: Götterswickerhamm; heute ein Stadtteil von Voerde).  Durch die ebenfalls 1421 erfolgte Erbschaft der Grafschaft Bentheim wurde er der Stammvater der heutigen Linie zu Bentheim-Steinfurt. Die Herrschaft Steinfurt erwarb er endgültig nach der Heirat seiner Tochter gegen ein angemessenes Entgelt von ihr und ihrem Gemahl.
Um 1374 gab es häufig Fehden mit den Bistümern Utrecht und Münster, die Missfallen an der Selbständigkeit der Grafschaft fanden.

### Ab dem 15. Jahrhundert bis heute

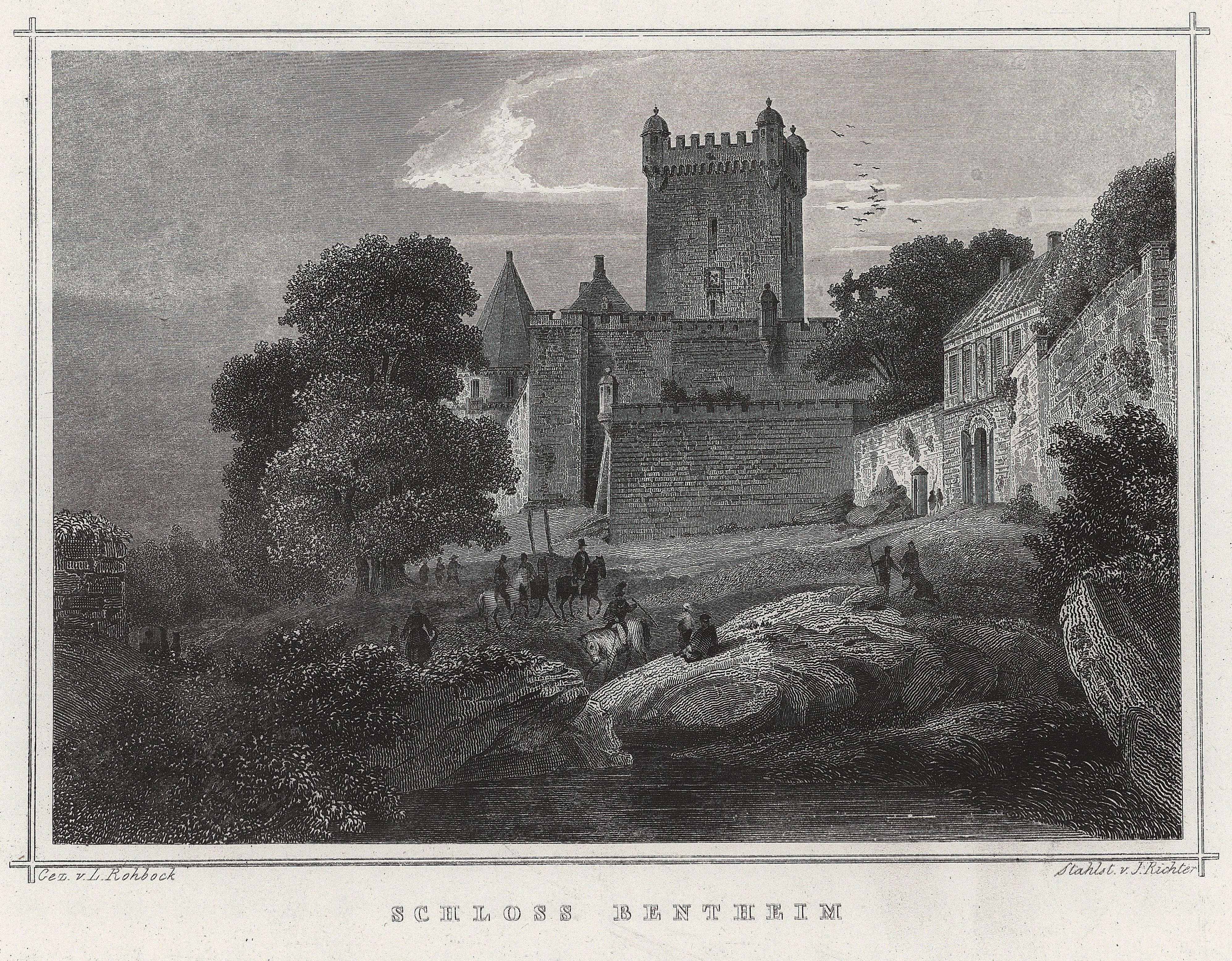
Die Burg im 19. Jahrhundert

Ab 1421 nannten sich die Herren Grafen von Bentheim. Im Jahre 1486 wurde Graf Eberwin II. von Kaiser Friedrich III. mit Bentheim belehnt; somit war die Grafschaft als unabhängiges Territorium erstmals als Reichslehen anerkannt. Im Jahr 1489 wurde mit dem Bau des Pulverturms begonnen. Zwischen den Jahren 1588 und 1593 führte Graf Arnold II., Sohn von Eberwin III., die reformierte Lehre Johannes Calvins und Huldrych Zwinglis ein. Arnold II. war der bedeutendste Landesherr der Grafschaft Bentheim. Durch Erbschaften und Heirat hatte er eine beachtliche Anzahl kleiner Territorien in seiner Hand vereinigen können. Es waren die Grafschaften Bentheim, Tecklenburg, Steinfurt, Limburg an der Lenne, niederrheinische Besitzungen und die Vogteirechte im Kurfürstentum Köln.
Der Dreißigjährige Krieg, Erbstreitigkeiten sowie eine fremde Verwaltung durch das Bistum Münster ließen die Grafschaft finanziell ausbluten. Um 1626 wurde sie mehrfach besetzt und geplündert; die folgenden Jahre brachten Missernten. Im Jahre 1636 fielen Tausende Menschen der Pest zum Opfer, welche im Jahr 1664 erneut Einzug hielt. Schließlich verpfändete 1752 Graf Friedrich Carl Philipp die Grafschaft an das Kurfürstentum Hannover, wodurch die Eigenständigkeit des Landes erlosch. Die Wirren des Krieges hatten der Grafschaft sowie der Burg großen Schaden zugefügt: Die Burg Bentheim wurde teilweise zerstört, die Dörfer und Städte nach mehrfachen Beutezügen spanischer Truppen zu zwei Dritteln vernichtet; Bürger sowie Bauern flohen in die Niederlande oder starben an der Pest. Nach dem Dreißigjährigen Krieg wurde der militärische Nutzen der Burg zunehmend bedeutungsloser; sie fungierte fortan als Verwaltungszentrum, Gerichtsort und Gefängnis der Grafschaft.
Während des Siebenjährigen Krieges von 1756 bis 1763 wurde die Burg von Franzosen und Engländern mehrfach belagert und eingenommen. Im Krieg gegen die französische Revolutionsarmee 1795 diente sie als Lazarett und wurde von den Truppen des französischen Generals Dominique Joseph Vandamme in Brand geschossen und ebenfalls eingenommen: Am 13. März 1795 wurde die Burganlage von zwei Seiten beschossen; die stationierten Soldaten mit ihren Kanonen befanden sich wohl auf dem heutigen Mühlenberg und an der heutigen Müst. Noch heutzutage kann man an der Ostseite des Pulverturms zwei im Gemäuer stecken gebliebene Kanonenkugeln jener Zeit entdecken. Als die Franzosen sich am nächsten Tag vor den anrückenden Preußen zurückziehen mussten, sollte auf Geheiß des Generals die Burganlage in die Luft gesprengt werden; dafür wurde wohl das Verlies des Pulverturms mit Sprengpulver aufgefüllt, dessen Spuren und Reste fand man angeblich noch zu Beginn des 20. Jahrhunderts dort. Sie ließen Bentheim evakuieren und die Bürger mussten sich eine halbe Stunde Wegs vom Ort entfernen. Der Überlieferung nach misslang dieses Vorhaben jedoch, da ein Windstoß die eiserne Eingangstür zum Pulverturm zuwarf und die schon brennende Lunte der Sprengladung abklemmte. Dadurch blieb die Burg erhalten, wenn auch stark beschädigt.

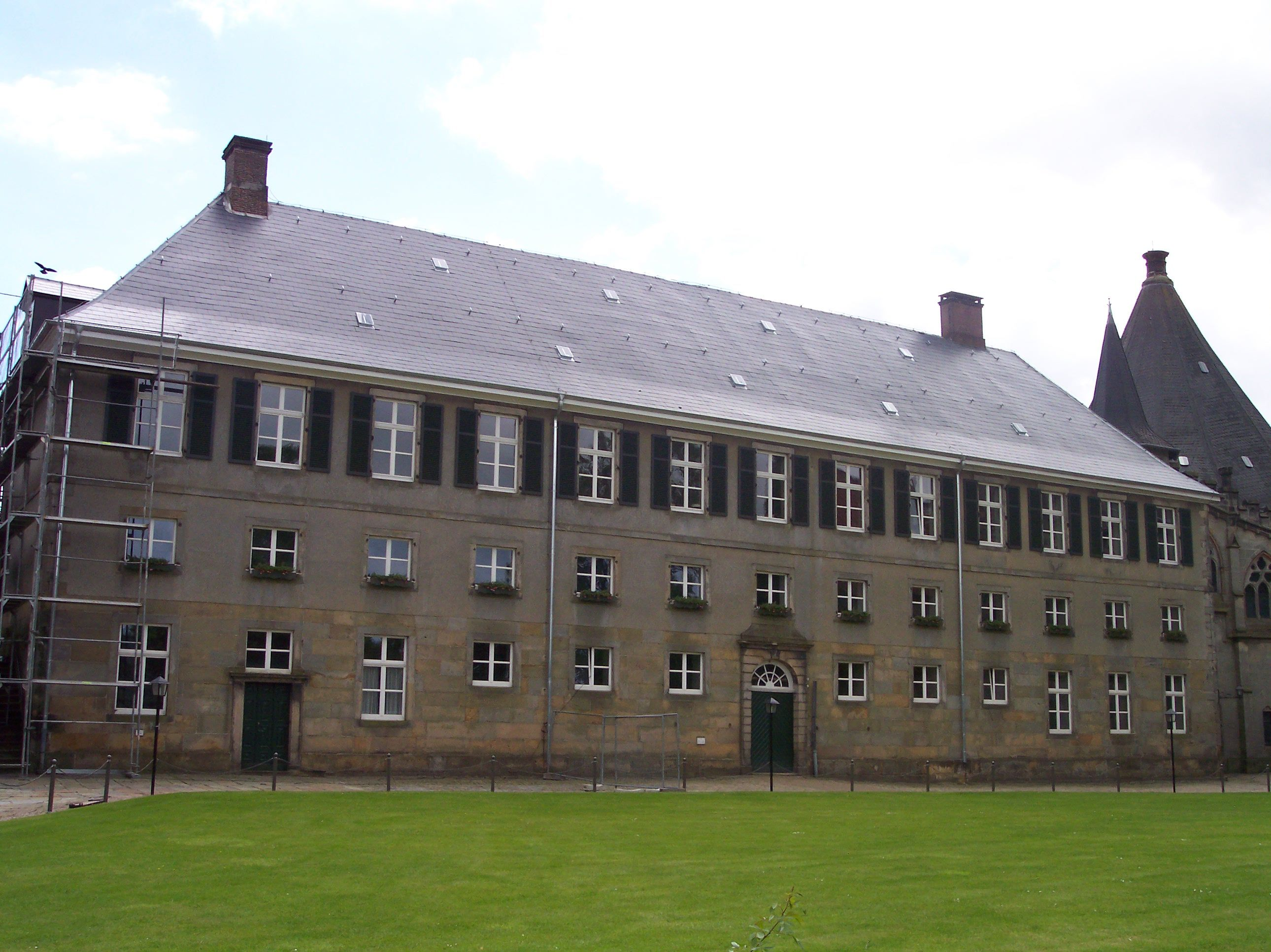
Marstall

1804, das Jahr von Napoleons Kaiserkrönung, gelangte die Grafschaft wieder in den Besitz der Grafen von Bentheim, welche im Rahmen der Wiederherstellung feudaler Verhältnisse nach Napoleons endgültiger Niederlage 1817 den Titel Fürsten zu Bentheim und Steinfurt tragen durften. Die Burg war zu diesem Zeitpunkt in großen Teilen in einem verwüsteten Zustand und folglich unbewohnbar, woraufhin ab 1848 spärlich damit begonnen wurde, die Burg wieder aufzubauen. Die Kronenburg – der mittelalterliche Palas – wurde unter dem Fürsten Alexis II. zu Bentheim und Steinfurt (1845–1919) zur repräsentativen Residenz ausgebaut. Mit Ausbruch des Ersten Weltkrieges im Jahre 1914 wurden auch die Renovierungsarbeiten an der Burg vorläufig eingestellt.

## Heutige Nutzung

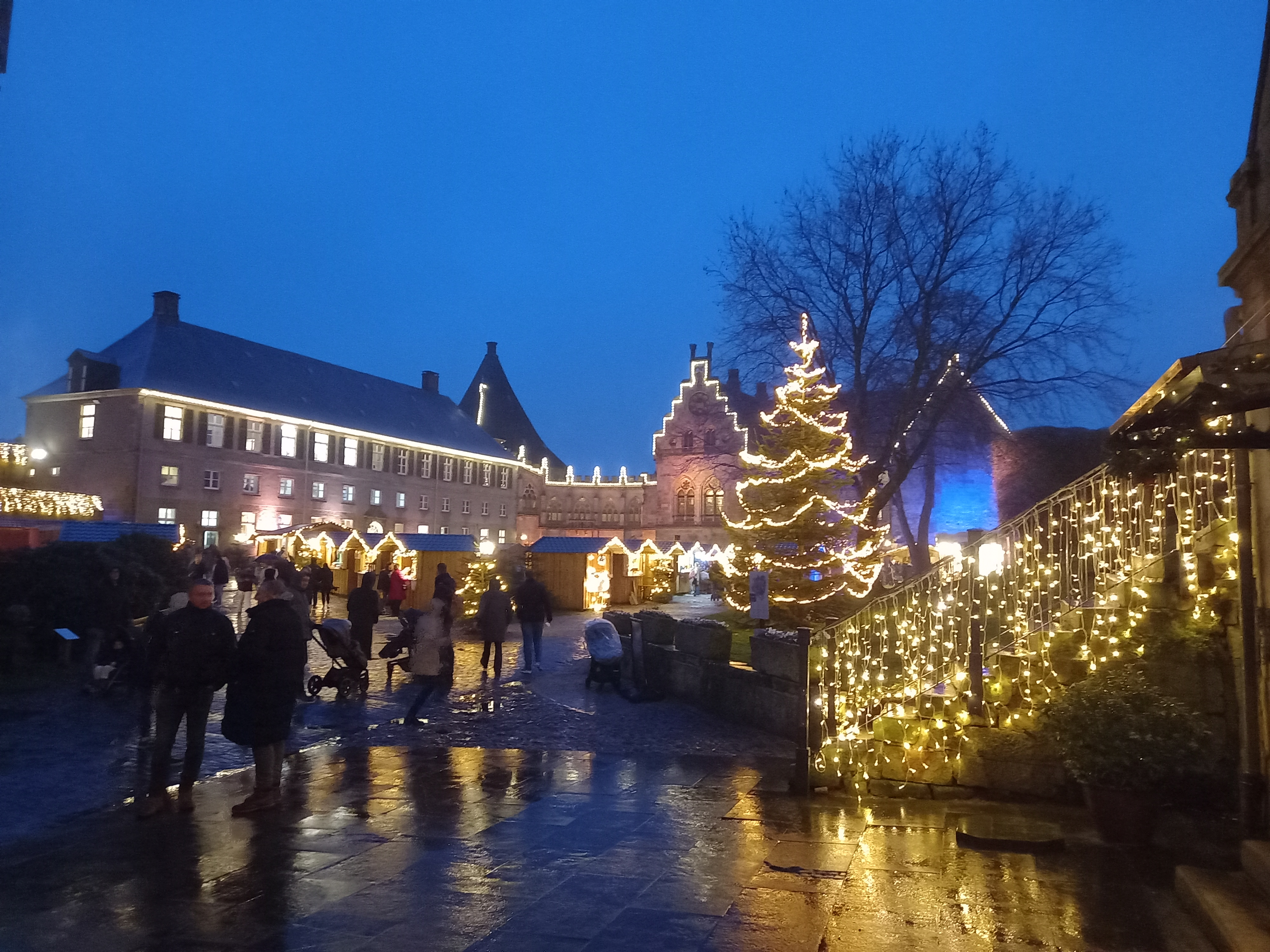
Weihnachtsmarkt im Innenhof der Burg Bentheim (2024)

Die Burg ist heute als Museum, das von Oskar Prinz zu Bentheim und Steinfurt mit eingerichtet wurde, besuchbar. Bis auf einen kleinen privaten Teil – in dem noch heute Angehörige des Fürstenhauses zu Bentheim und Steinfurt wohnen – können alle anderen Abschnitte der Burg von Besuchern erkundet werden. So befinden sich zum Beispiel in der Kronenburg hergerichtete Prunkräume sowie Ausstellungen von mittelalterlichen Artefakten, die sich auf die Geschichte der Burg und der fürstlichen Familie beziehen. Die gesamte Anlage ist mit Informationen auf Deutsch, Niederländisch und Englisch reichlich beschildert und lädt dazu ein, selbstständig erkundet zu werden. Am Wochenende oder nach Vereinbarung kann man an etwa zweistündigen Führungen durch die Burganlage teilnehmen. Führungen sind immer am Freitag und am Samstag um 14 Uhr und am Sonntag um 11 Uhr.
Auch Heiraten in der Burg ist möglich und zwar im so genannten Ernst-August-Salon (benannt nach König Ernst August von Hannover, zu dessen Königreich damals auch die Grafschaft Bentheim zählte) in der Zeit von Mai bis September.
Der Besuch der Burg ist kostenpflichtig. Sie ist im Sommerhalbjahr täglich von 10 bis 18 Uhr geöffnet, im Winterhalbjahr nur bis 17 Uhr.
In der Vorweihnachtszeit findet im Innenhof der Burg ein Weihnachtsmarkt statt (zusätzlich zu dem Weihnachtsmarkt in der Innenstadt).

## Anlage

### Unteres und oberes Burgtor

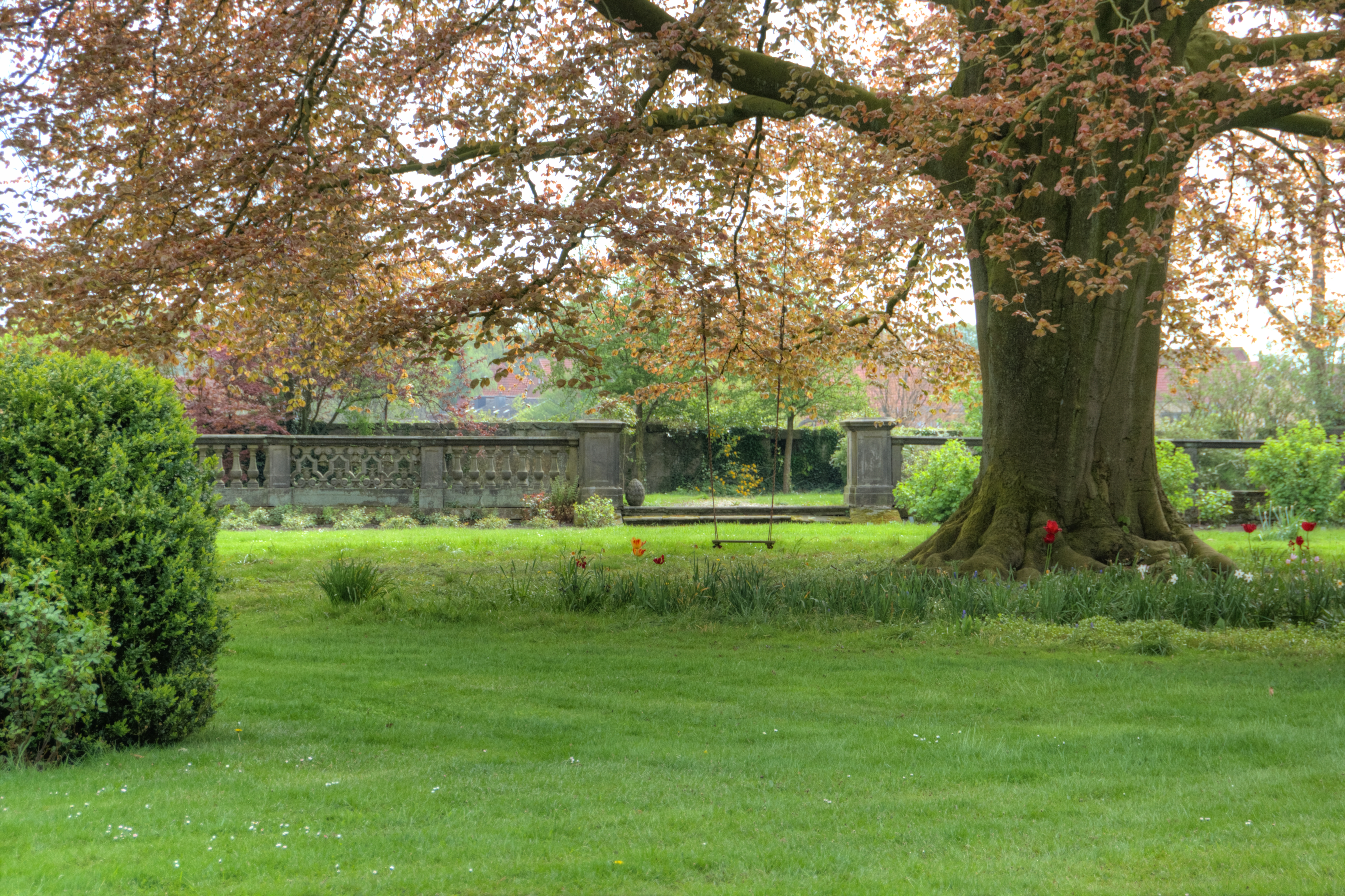
Prinzessinnengarten

Will man die Burg betreten, so muss man zuerst durch das untere Burgtor gehen, welches noch aus dem 13. Jahrhundert stammt. Dort kann man links und rechts im Sandstein eingemeißelte, heidnische und christliche Symbole wie etwa Sonnenräder, Schwerter, Kreuze, Drudenfüße oder auch einmal das Christusmonogramm IHS erkennen. Im unteren Burgtor befindet sich heute ein Café.
Danach gelangt man linker Hand zum oberen Burgtor; der rechts liegende Prinzessinnengarten – oder auch Krautgarten – ist durch ein Tor abgesperrt und für Besucher unzugänglich. Das Burgtor, durch die Jahrhunderte bereits dunkel verfärbt, wurde im 17. Jahrhundert vom niederländischen Baumeister Philipp Vingboom (1614–1679) in einer Rustika-Quaderung gestaltet.

### Die Katharinenkirche
Geht man auf das obere Burgtor zu, so befindet sich auf der rechten Seite des Tores die gotische Kapelle mit ihrem noch aus romanischer Zeit stammenden Bingelturm, auch Katharinenkirche genannt. Sie besteht aus einem einschiffigen Langhaus mit davor liegendem Chor und wurde 1406 (anderen Angaben zufolge 1415) erstmals erwähnt.
1544 ließ der Graf Arnold von Bentheim die Kirche für den evangelischen Gottesdienst herrichten. Sie wurde unter Graf Ernst Wilhelm jedoch auch für gewisse Zeit den Katholiken gegeben, aber nach Errichtung der katholischen Kirche in Bentheim bekam die reformierte Gemeinde das Gotteshaus zurück. Schon 1767 wurde die Katharinenkirche nicht mehr für kirchliche Zwecke verwendet; die Ausstattung war damals nicht mehr vorhanden und der Boden verschmutzt. Im Jahre 1778 zerstörte ein Orkan den barocken Turmhelm und man errichtete ihn danach in der heutigen Form wieder.
Die Katharinenkirche kann man heute als Museum besichtigen. Ihr Ausstellungsraum ist eher schlicht gestaltet. Auf Dauer befinden sich in ihm eine große hölzerne Empore sowie eine kleine steinerne Kanzel. Von der Decke hängt eine hölzerne Madonnenstatue aus dem 16. Jahrhundert, die von Evert van Roden geschaffen wurde. Außerdem finden sich dort zahlreiche alte Grabsteine und Wappen aus Sandstein der Grafen von Bentheim und deren Verwandtschaft. Seit August 2016 befindet sich im Chor der Katharinenkirche die romanische Skulptur des „Herrgotts von Bentheim“. Sie stand vorher am Fuße des Pulverturms (Beschreibung siehe dort). Im Ausstellungsraum der Katharinenkirche finden auch zeitlich begrenzte Wechselausstellungen statt.
Der Besuch der Kirche war bis zur Errichtung des neuen Kassenhauses kostenlos.

### Die Kronenburg

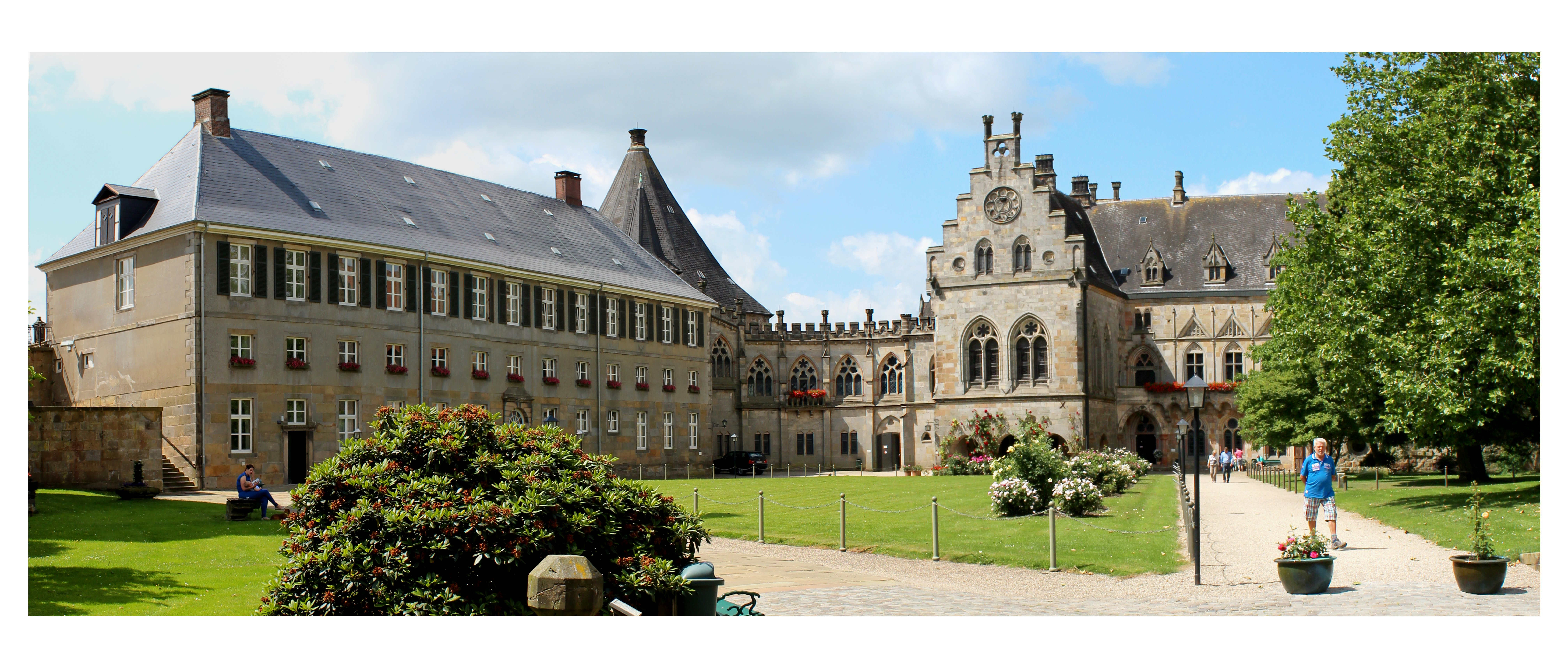
Innenhof der Burg Bentheim mit Blick auf die Kronenburg, links die Galerie und dahinter, gerade noch sichtbar, das Dach des Batterieturms

Die Kronenburg, ein gotischer Palas, ist ein mehrstöckiges und repräsentatives Wohngebäude der Burgherren, dessen Kernbestände bis in das 12. Jahrhundert reichen. Der Name rührt von den kronenähnlichen Schornsteinen des Gebäudes her.
Von 1883 bis 1914 wurde die Kronenburg ausgebaut; man ließ das Bauwerk unter Fürst Alexis II. zu Bentheim und Steinfurt im Stil des Historismus einrichten und der aus Münster stammende Architekt Franz Anton Nordhoff überformte die Kronenburg zwischen den Jahren 1883 und 1912 im Stil der englischen Neugotik als Wohnsitz für die fürstliche Familie. Der Krieg ab 1914 beendete jedoch verfrüht die Bauarbeiten an der Burg und der nördliche Teil der Kronenburg blieb vorläufig unvollendet.
Heute sind die im Stil des Historismus hergerichteten Wohnräume ein Teil des Museums und können besichtigt werden; dazu zählen ein Rittersaal, ein Arbeitszimmer, eine Bibliothek, ein Jagdzimmer und das ehemalige Schlafgemach einer Prinzessin im Rokoko-Stil mit Mobiliar von 1890, in dem auch schon die Königin Emma der Niederlande nächtigte (sie war die Schwester von Fürstin Pauline zu Bentheim und Steinfurt, die mit dem Fürsten Alexis verheiratet war; dementsprechend besuchte sie ihre Schwester häufig auf der Burg oder weilte am Bad in Bentheim). Außerdem diente der Raum auch als Schlafzimmer für König Ernst August von Hannover bei seinem Besuch in Bad Bentheim. Der Rittersaal im Erdgeschoss wurde in den Jahren 1908 bis 1912 zu einem Bankettsaal ausgebaut: Dort sieht man an der linken Wand einen echten Pferdeharnisch auf einem hölzernen Pferdekopf an der Wand hängen; darüber hinaus sieht man am mächtigen Sandsteinpfeiler in der Mitte des Raumes antike Saufedern und links und rechts jeweils alte Standarten, wovon die rechte noch aus der Zeit des Dreißigjährigen Krieges stammt. Der große Teppich, der den Boden des Rittersaals bedeckt, ist das Hochzeitsgeschenk der Königin Emma an ihre Schwester Pauline und ihren Schwager Alexis und ist damit mehr als 120 Jahre alt. Des Weiteren zeigt ein Ausstellungssaal im Obergeschoss zahlreiche historische Dokumente und Kostbarkeiten (wie etwa edles Besteck, Rüstungen, Stammbäume, Urkunden oder Kleidung) aus dem Besitz der Familie von Bentheim.

### Der Pulverturm

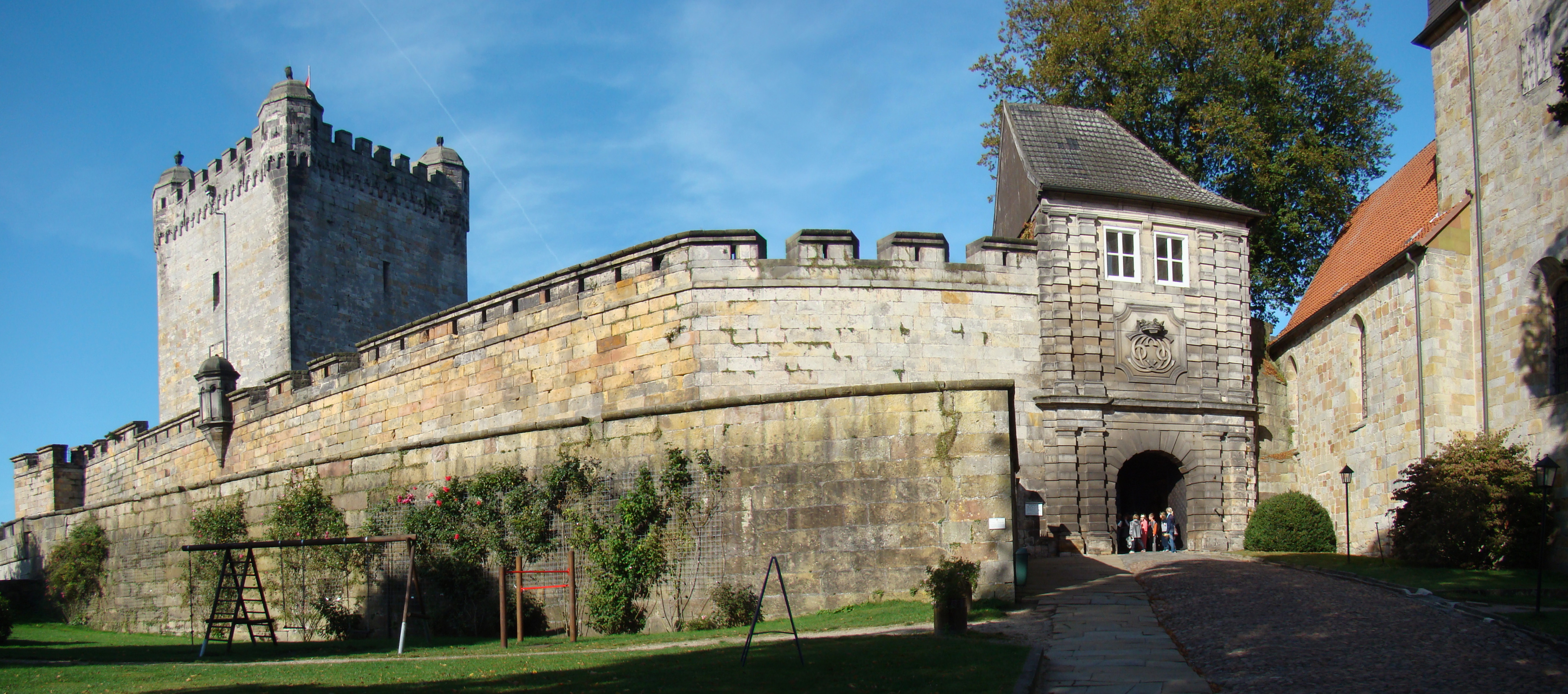
Der Pulverturm

Der Pulverturm ist ein mächtiger, 30 Meter hoher Bergfried, der mit zu den ältesten Teilen der Burg gehört, die noch aus dem 11. und 12. Jahrhundert stammen; seine heutige Gestalt jedoch erhielt er im frühen 16. Jahrhundert. In ihm befindet sich auch ein 12 Meter tief in den Fels gehauener Raum (12 Meter ab Oberkante Wehrgang), in welchen man von oben hineinschauen kann und der als Verlies, Pulverkammer, Vorratskammer etc. verwendet wurde und dessen einziger Eingang das quadratische Loch im Inneren des Turmes bildet; von außen existiert kein Zugang. Der Bergfried hat eine quadratische Grundfläche; er ist 14 Meter lang und ebenso breit; die Mauerstärke beträgt im Sockel circa 5,50 Meter. Vor dem Eingang des Turmes auf dem Mauergang steht ein bronzenes Geschütz von 1557, dessen Lafette in rot und gelb bemalt ist; die Farben Bentheims. Außer dem Wappen der Grafen lässt sich auf jenem Geschütz folgende Inschrift erkennen:
Everwin Grave To Benthem
Tecklenborch Und Stenvorde Her To
Rede Und Wevelinckhove Ec.
Rueme dat Velt dat rade ich
Wen ich spreck so hoet dich Hans Wideman goet mich.
Anno Dnī 1557.
Damit ist wohl Everwin III. von Bentheim und Steinfurt gemeint, der von 1536 bis 1562 lebte, was wiederum mit der Jahresangabe auf dem Geschütz vereinbar wäre. Es wird erwähnt, dass er nicht nur Graf zu Bentheim, Steinfurt und Tecklenburg, sondern auch Herr zu Rheda und Wevelinghoven war.
Befindet man sich auf der für Besucher zugänglichen Plattform des Turmes, so steht man in einer Höhe von ca. 130 Meter ü. NN. Dort gab es ehemals vier hölzerne Ecktürmchen, die von einem Sturm am 8. Dezember 1703, dem zweiten Advent, zerstört wurden. Man ersetzte sie 1706 durch Türmchen aus solidem Sandstein, die die lateinische Inschrift tragen: a teMpestate DeIeCta a tVtore reteCta. Das heißt: „Vom Sturm abgeworfen, vom Vormund wieder bedeckt“. Mit Vormund ist hier der Bischof Clemens August von Köln gemeint, der durch den Grafen Franz Georg von Manderscheid-Blankenheim die Grafschaft verwalten ließ, da der Graf Hermann Friedrich von Bentheim zu der Zeit noch minderjährig war. Dieser Schriftzug ist zugleich ein Chronogramm, das das Jahr der Wiederherstellung der Türmchen nennt: MDCCVI = 1706.
An der Ostseite dieses Bergfrieds befinden sich unter einer Inschrift zwei Wappen: das vom Betrachter aus linke ist das Wappen Bentheims, das rechte jenes von Mecklenburg, da der Erbauer des Pulverturmes, Graf Everwin II. der Weise und Reiche von Bentheim, mit Ingeborg von Mecklenburg-Stargard vermählt war.
Auch auf der gegenüberliegenden Westseite des Turmes findet sich abermals eine Inschrift mit Wappen in großer Höhe, die nur schwerlich zu erkennen ist: Es handelt sich um einen Schild mit den bentheimschen Schildnägeln, die auch auf dem Wappen der Grafschaft Bentheim abgebildet sind. Der kurze Schriftzug lautet:
In't Jar unses Heren mccccxviii wort deze torn tot Benthem erbowet door den edelen Junckherr Everwyn, graven to Benthem et Tecklenborg.
Dabei ist zu bedenken, dass Everwin I. erst im Jahr 1421 die Grafschaft Bentheim erbte, also drei Jahre später, als in der Inschrift angegeben. Der Inhalt ist daher unter Vorbehalt zu lesen.
Der gesamte Turm weist Löcher in den Steinquadern auf, die an Schusslöcher erinnern, was zur Annahme führen könnte sie stammten aus einem der vielen Kriege, die die Burg ausstehen musste. Dabei stammen diese Löcher von dem Maurern und Steinmetzen, die den Turm errichteten: Die Quader wurden leicht angebohrt, damit man sie mit eisernen Zangen greifen konnte oder per Lastkran bewegen konnte. An der Ostseite des Pulverturmes finden sich aber auch echte historische Kanonenkugeln, die von der Beschießung durch die französischen Truppen von 1795 stammen und im Mauerwerk stecken geblieben sind, wie bereits erwähnt wurde.

### Herrgott von Bentheim
Geht man die Treppe neben dem Pulverturm herunter, um in den Innenhof zu gelangen, so konnte man hier bis 2016 den Herrgott von Bentheim betrachten, ein aus dem 11. Jahrhundert stammendes, frühromanisches Steinkruzifix eines unbekannten Künstlers. Es stellt den gekreuzigten Christus in der Pose eines Siegers und Richters dar (typisch für romanische Triumphkreuze). Die Statue ist 2,80 Meter hoch und 1,40 Meter breit. Sie wurde aus Bentheimer Sandstein gefertigt. Bemerkenswert ist die für eine Christus-Darstellung ungewöhnliche aufrechte und starre Haltung sowie seine volle Bekleidung und die besonders angewinkelten Arme. Auch fehlen jegliche Zeichen von Wunden.
Nach der Überlieferung der Vita Arnoldi (Lebensbeschreibung des Grafen Arnold II, entstanden ca. 1608) wurde das Kreuz in der Zeit um 1545 nach Einführung der Reformation (1544 evangelisch-lutherisch; 1588 evangelisch-reformiert) umgestürzt und vergraben. Es wurde im Jahre 1828 (?) wahrscheinlich in der Nähe des Hofes Schulte-Kolthoff im Westen von Bad Bentheim in einem Acker unter der Erde gefunden, nach anderen Vermutungen auf dem Kreuzkamp im Süden des Ortes. Zunächst wurde es in der Burg gelagert. 1868 stellte man es im Schlossinnenhof zwischen Pulverturm und Burgtor auf.
Im Jahre 1945 beschädigte ein kanadisches (nach anderen Angaben polnisches) Militärfahrzeug, das rückwärts gegen den „Herrgott“ fuhr, die Statue schwer. Sie zerbrach in zwei Teile. Nach der Restaurierung im Jahre 1951 stellte man sie an einen neuen Platz am Fuße des Pulverturms. Ende August 2016 wurde der „Herrgott von Bentheim“ in der Katharinenkirche aufgestellt, weil er so vor Witterungseinflüssen besser geschützt ist.
Der Herrgott von Bentheim ist eines der ältesten Zeugnisse für den christlichen Glauben in der Region. Der Ausruf „Herrgott von Bentheim“ war früher als Stoßgebet verbreitet, ein Zeichen für die Bekanntheit der alten Christusfigur weit über die Grafschaft Bentheim hinaus. Möglicherweise wurde dieser Ausruf durch wandernde Gesellen weitergegeben, denn er ist bis Süddeutschland bekannt, in der Grafschaft aber in Vergessenheit geraten.

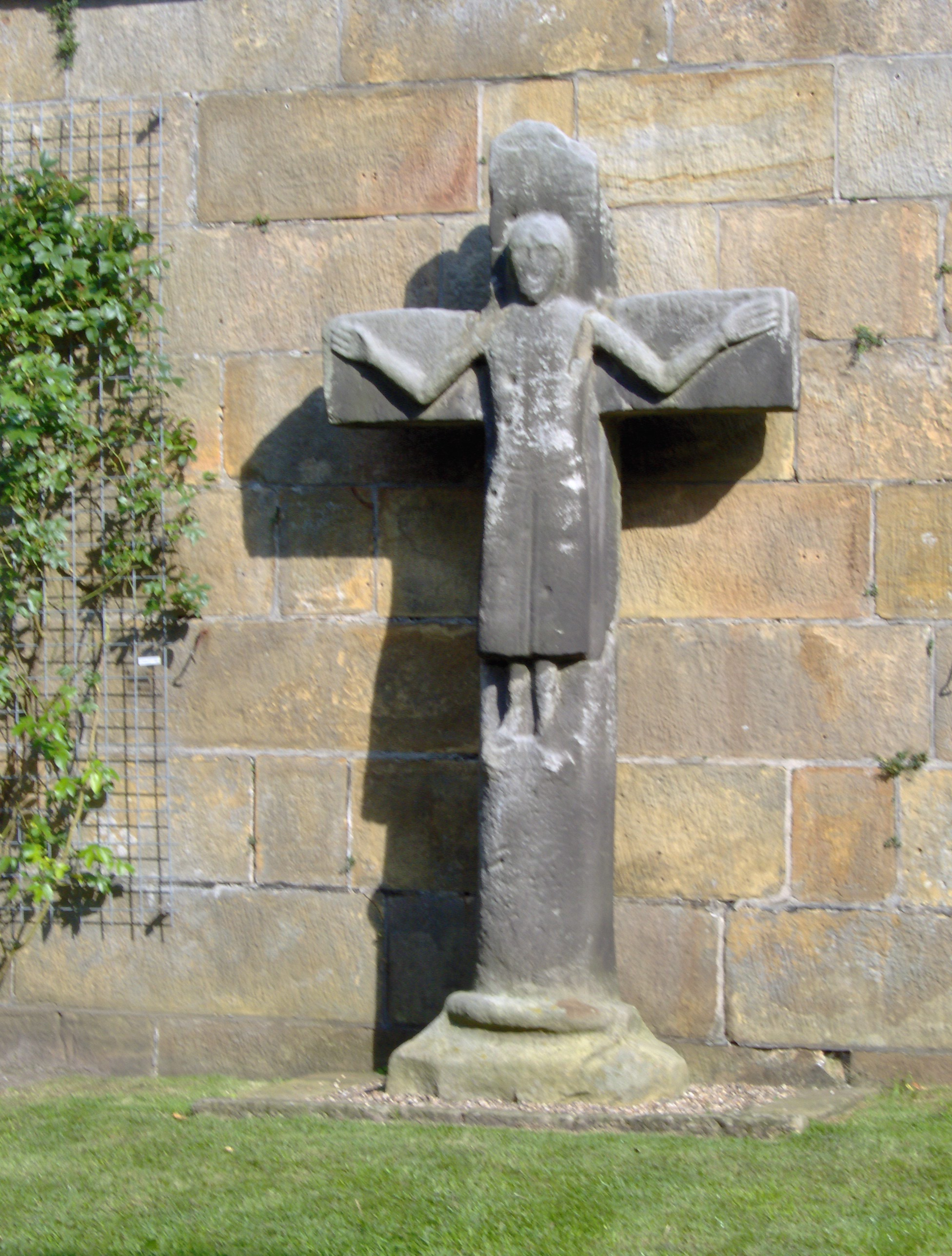
Der „Herrgott von Bentheim“ am Aufgang zum Pulverturm (bis 2016)
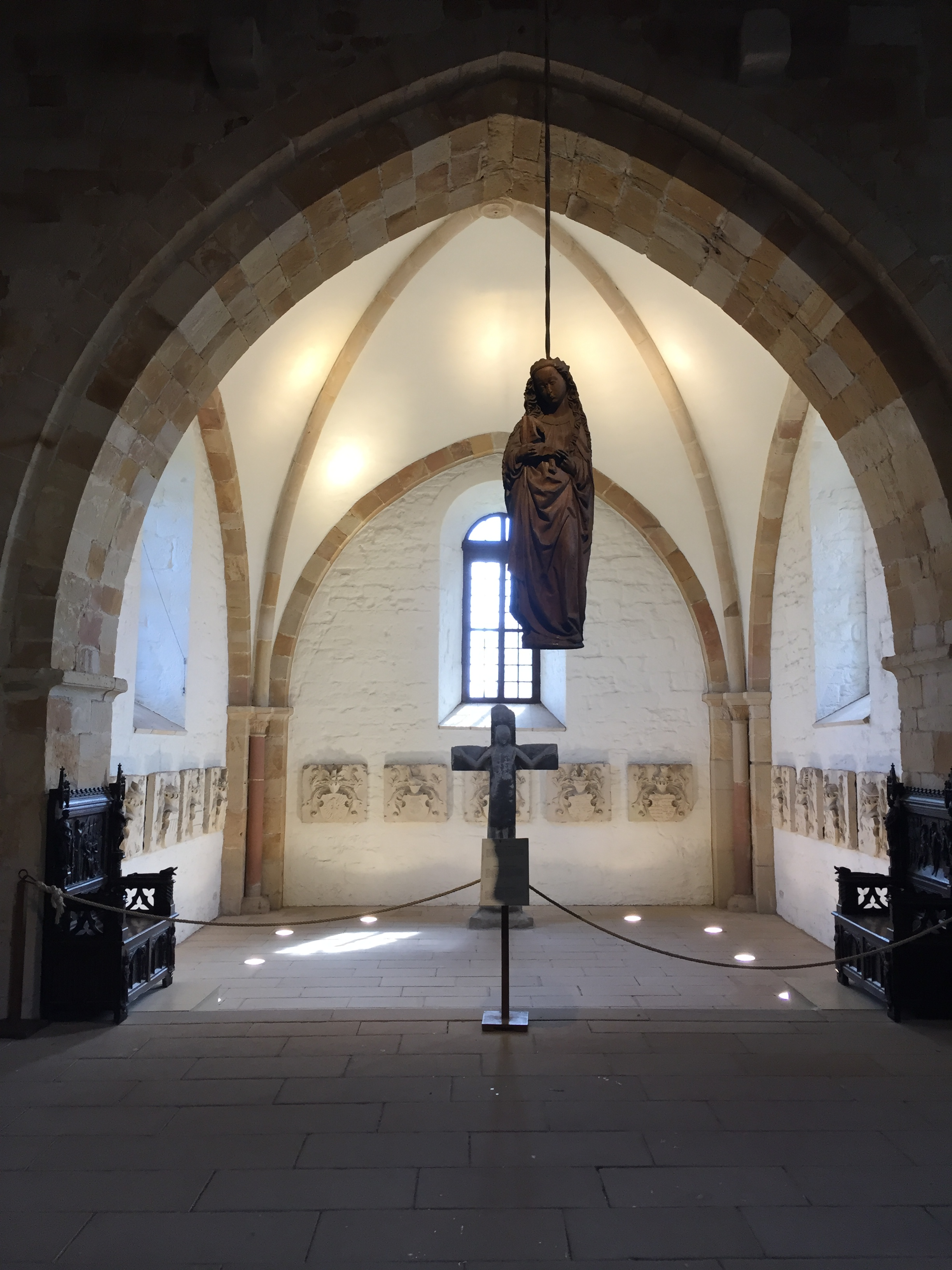
Innenraum der Katharinenkirche mit dem „Herrgott von Bentheim“ (2018)
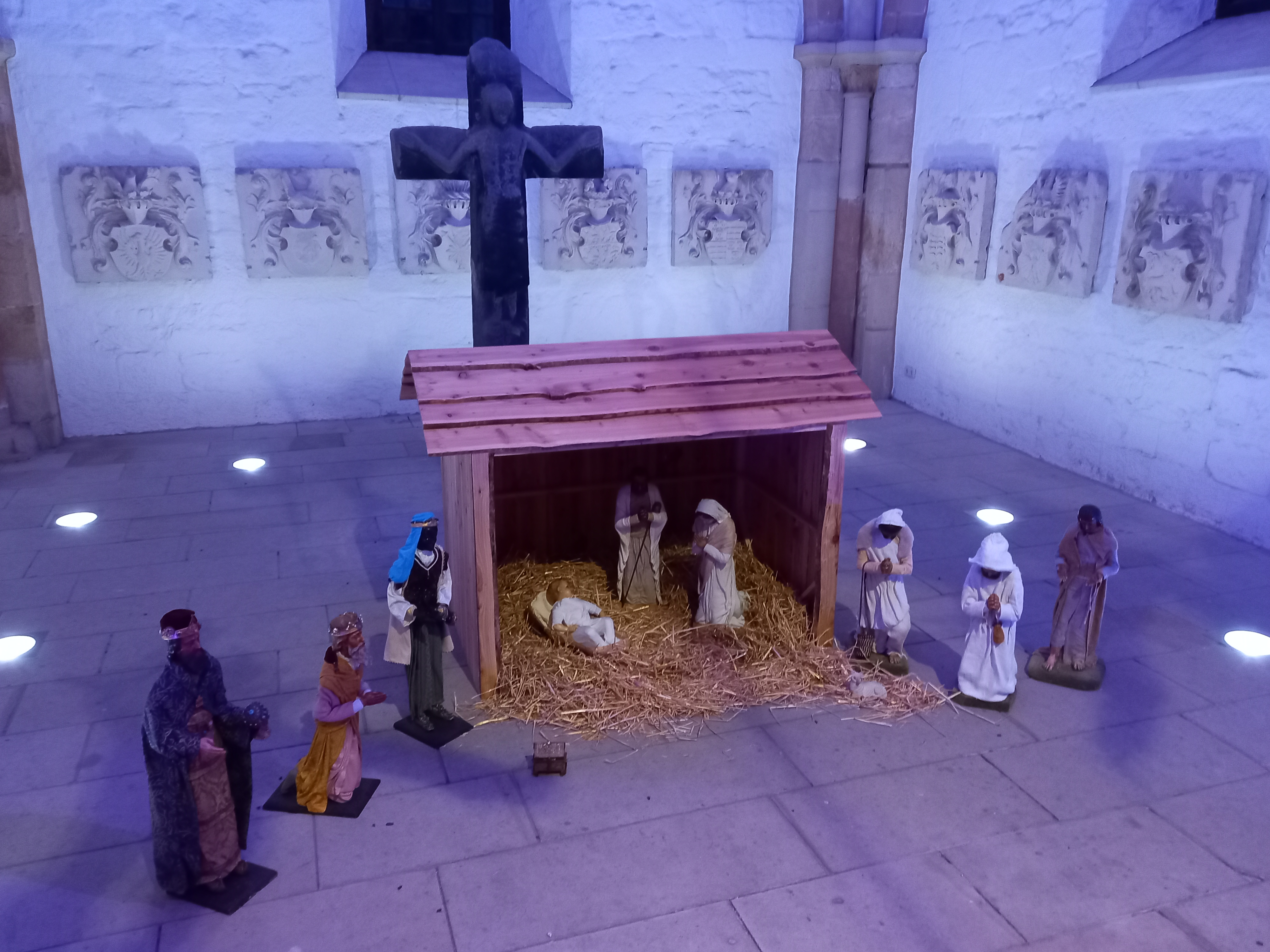
„Herrgott von Bentheim“ hinter der Weihnachtskrippe in der Katharinenkirche (2024)

### Der Batterieturm

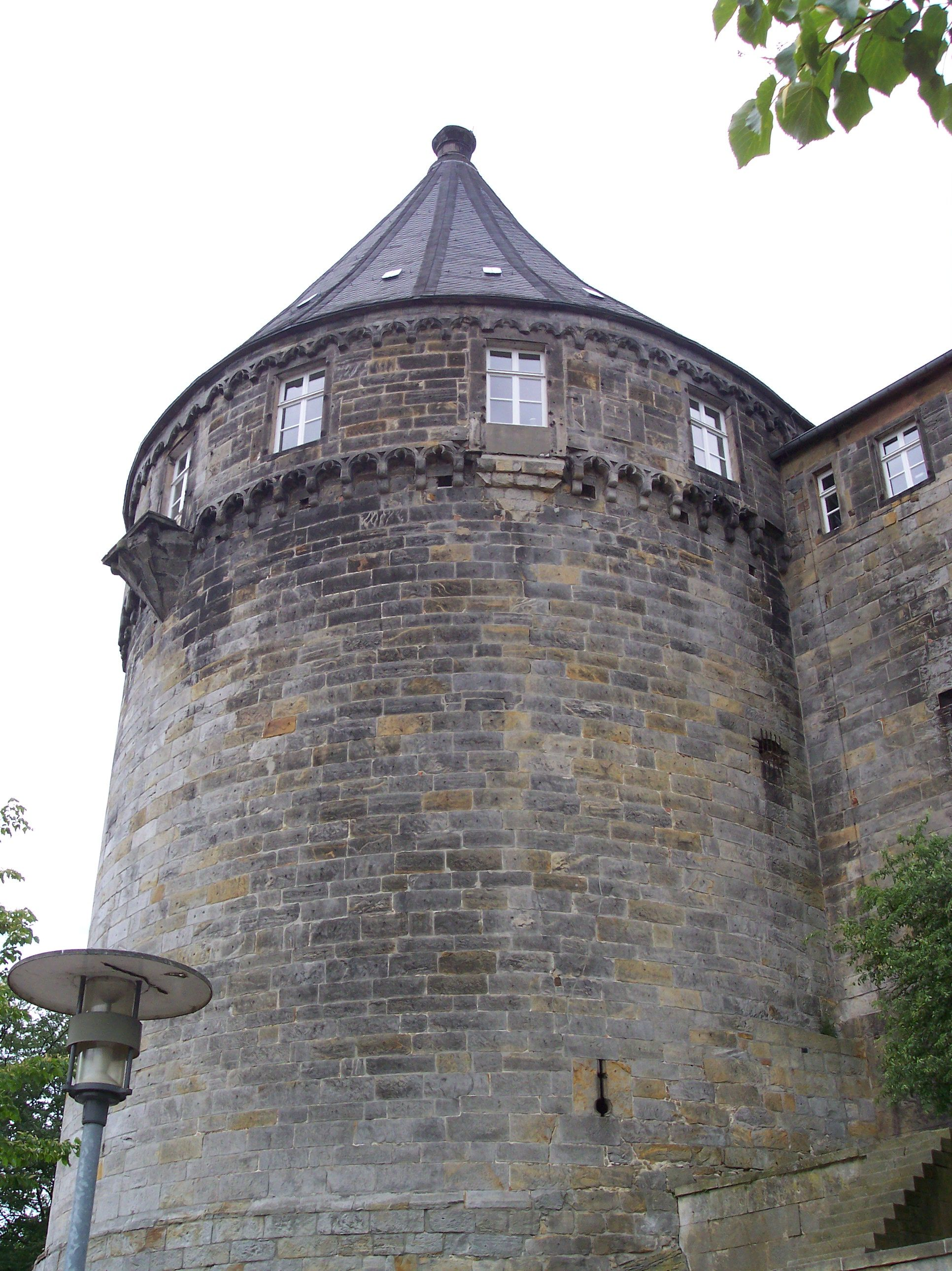
Batterieturm

Der aus dem Anfang des 15. Jahrhunderts stammende Batterieturm – aufgrund seiner Form auch Runder Turm genannt – ist ein 45 Meter hoher, direkt auf dem Felsen errichteter Verteidigungsturm, dessen Geschützkammern durch einen Verbindungsbau – die Galerie – mit der Kronenburg verbunden sind und vor der Süd- sowie Westmauer der Burganlage steht. In den beiden unteren Geschossen befinden sich der sogenannte Folterkeller und das Verlies. Es handelt sich um Batteriestellungen für schwergewichtige und langrohrige Feuerwaffen, wie die sich in den Außenwänden befindenden Rauchabzüge für die Kanonen zeigen. Die Räume dienten auch als Speicher, die Reste einer Rossmühle sind noch zu sehen. Beide Räume sind zu besichtigen.
Im März 2002 wurde im Erdgeschoss ein alchemistisches Laboratorium rekonstruiert. Durch Tonbandinformationen und Schautafeln werden Einzelheiten erläutert. Dass sich im 17. Jahrhundert tatsächlich ein derartiges Laboratorium in der Burg Steinfurt befand (dort liegt die Hauptverwaltung der Burg Bentheim), belegen ca. 70 Dokumente aus der dortigen Bibliothek.

### Der Brunnen
An der Nordseite der Burgmauer befindet sich ein 23 Meter tiefer Brunnen (der zu früheren Zeiten wohl bis zu 30 Metern Tiefe hatte), welcher einer Sage zufolge von zwei im Krieg gefangenen Rittern gegraben wurde. Diese, so die Erzählung, boten sich während einer Dürreperiode an einen Brunnen auszuheben, um im Gegenzug dafür vom Grafen die Freiheit zu erlangen. Nach zehn Jahren – die Dürre war längst vorüber – seien sie auf Wasser gestoßen. Als sie aus dem Schacht herausgeholt wurden, seien sie sich vor Glück und Erschöpfung in die Arme gefallen und daraufhin leblos zu Boden gesunken.

## Der Drususfelsen

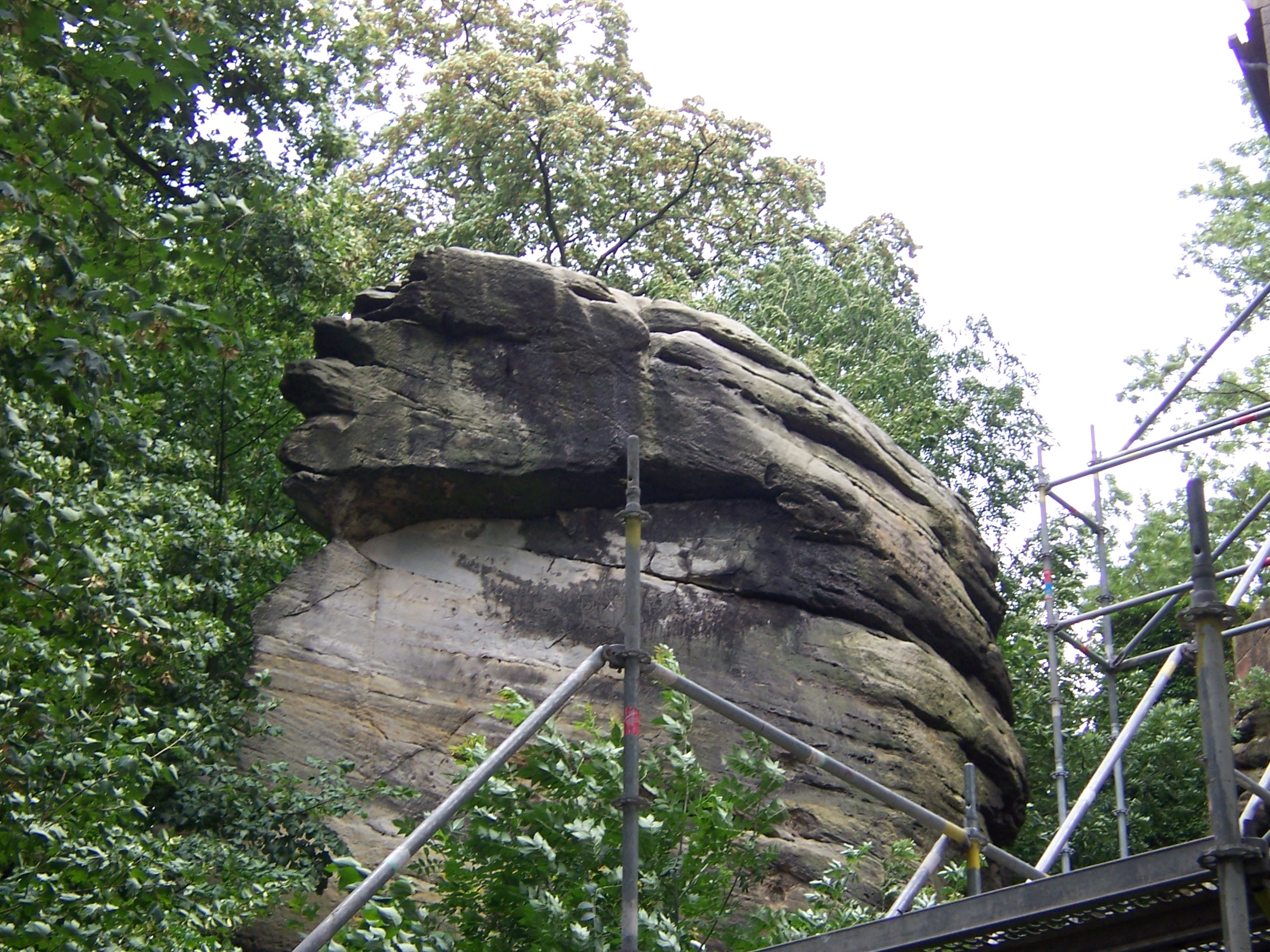
Das „Teufelsohrkissen“ unterhalb der Burg

An der Südwestseite der Burg steht ein kleiner, hoher, einzelner Sandsteinfelsen, Drususfelsen oder auch das Teufelsohrkissen genannt.
Die Sage zum Felsen und zur Entstehung der Burg Bentheim:
Der Ritter Bento (vermutlich abgeleitet von Bentheim) versprach dem Teufel, welcher ihm eine Burg bauen sollte, die erste Seele, welche dem Teufel nach Fertigstellung des Bauwerks begegnen würde. Der Teufel hoffte, dadurch Bento in seine Gewalt nehmen zu können. Daher baute der Teufel die ganze Nacht hindurch mit seinen Helfern an einer Burg, die er auf dem Bentheimer Berg errichtete. Erschöpft von der Arbeit schlief der Teufel auf besagtem Sandsteinfelsen ein; dabei haftete ein Ohr fest am Gestein. Am Morgen ließ der Ritter Bento seinen Raben ausfliegen, dessen Krächzen den Teufel weckte. Voller Wut darüber, dass der Graf ihn reingelegt hatte, sprang der Fürst der Unterwelt auf, wobei sein Ohr abriss und am Felsen haften blieb. Der Teufel verschwand daraufhin und Bento hatte seine Burg. Der Fels hieß fortan Teufelsohrkissen (für eine ausführlichere Version der Sage siehe unter Weblinks). Diesen Abdruck kann man mit etwas Phantasie im Sandstein erkennen, schaut man aus dem Fenster des Rittersaals nach Norden auf die Spitze des kleinen Massivs.
An der Westseite des Monolithen ist eine lateinische Inschrift oben in den Fels graviert: HIC DRUSUS DIXIT IURA TUBANTIBUS. Zu deutsch: Hier sprach Drusus den Tubanten Recht. Dieser Text wurde vermutlich um 1715 in den Stein gehauen, als Graf Georg von Manderscheid-Blankenheim für den damals noch minderjährigen Grafen Hermann Friedrich von Bentheim-Bentheim in den Jahren 1704 bis 1716 die Regentschaft führte. Ob Drusus, welcher durch Germanien gezogen war, tatsächlich bis in Bentheimer Territorium vordrang, lässt sich nicht nachweisen. Dass er den Tubanten Recht sprach, gehört daher wohl eher der Sagenwelt an.
Mündlicher Überlieferung zufolge befand sich an der Stelle, an der sich heute der Rittersaal befindet, einst ein vorchristliches Heiligtum, der Heidentempel.

## Die Burg Bentheim in der Kunst

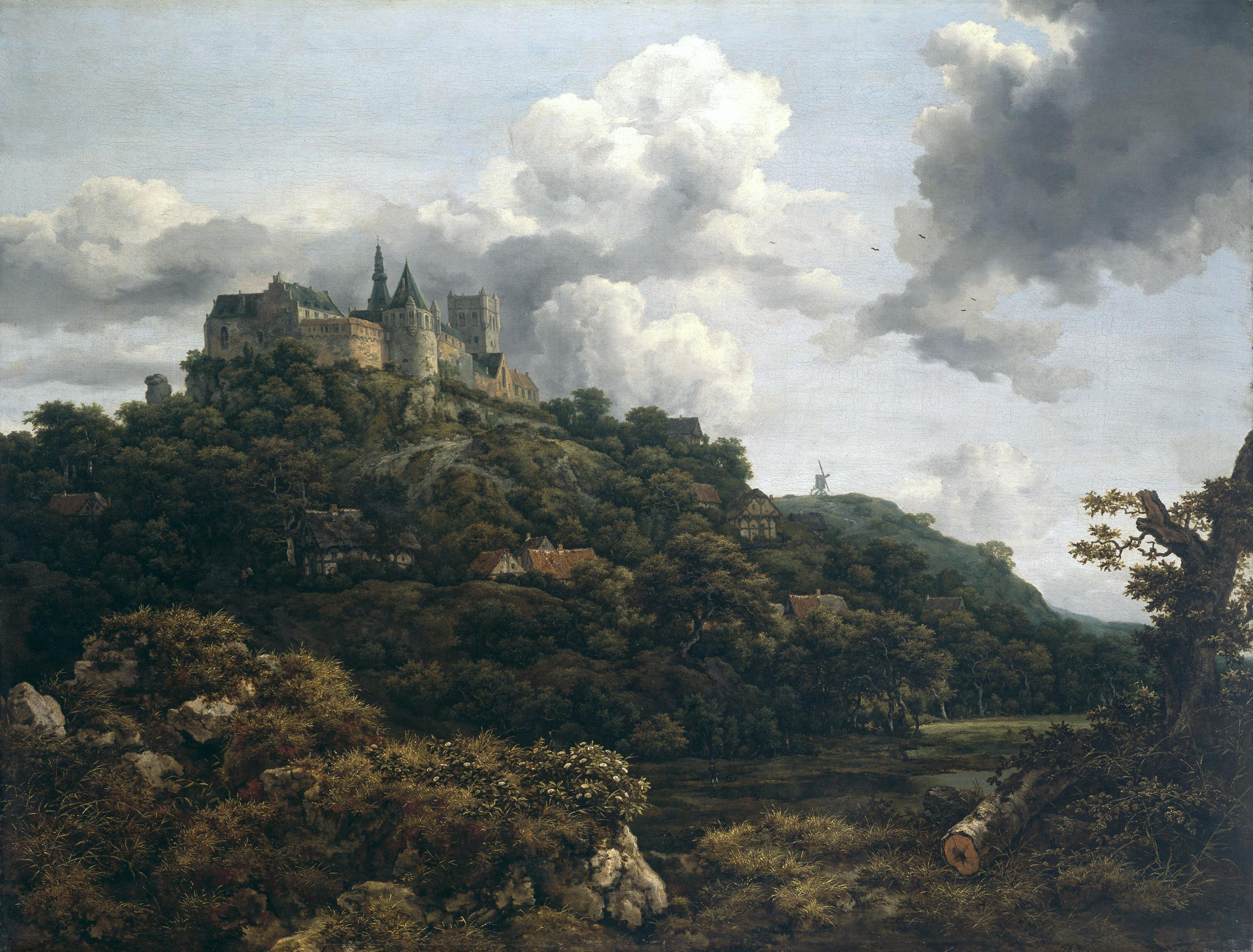
Burg Bentheim von Jacob van Ruisdael (1653)

Die Burg Bentheim wurde in den vergangenen Jahrhunderten häufig von niederländischen Landschaftsmalern in ihrem Gemälden und Zeichnungen integriert.
Der bekannte niederländische Maler Jacob van Ruisdael (1628–1681) etwa, machte die Burg Bentheim zu einem seiner häufig gewählten Motive. Im Jahr 1650 zog der 22-jährige van Ruisdael zusammen mit seinem Künstlerkollegen Nicolaes Berchem durch das deutsch-niederländische Grenzgebiet. Dabei entdeckte er auch die Burg, die ihn anscheinend sehr faszinierte: Sein Besuch resultierte in vielen Gemälden, auf denen die Burg Bentheim als Hauptmotiv zu sehen ist.
Ein Jahr nach seiner Reise verarbeitete er seine Eindrücke in einem Gemälde. Daraufhin wurde die Burg immer wieder eines seiner Motive, ein letztes Mal auf einem Werk aus dem Jahr 1670.
In Ruisdaels Malereien ist der Berg, auf dem die Burg sich befindet, jedoch immer viel höher dargestellt, als er in Wirklichkeit ist.

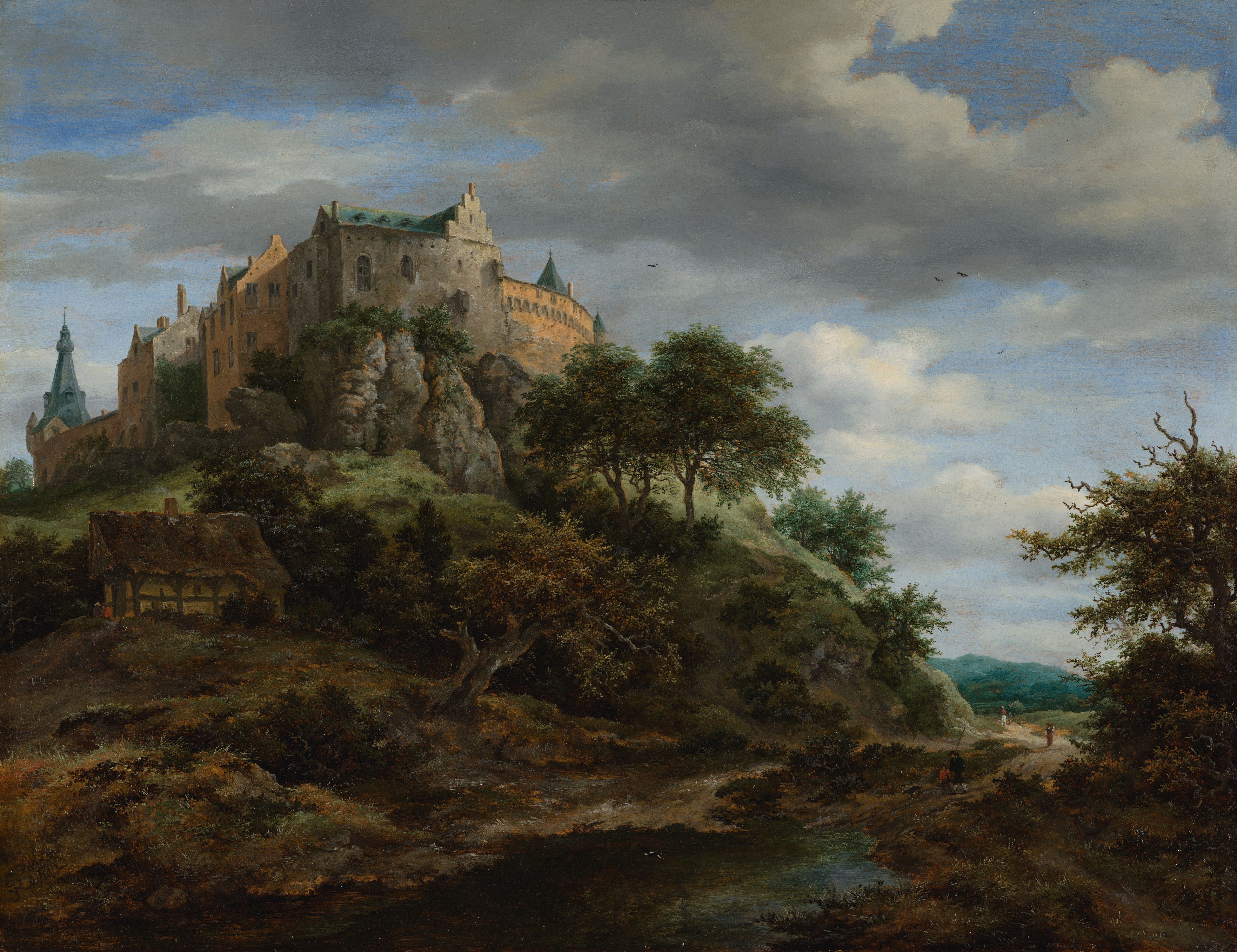
Landschaft mit Blick auf Burg Bentheim (ca. 1652–1654); wurde im September 2005 bei Sotheby’s vom Mauritshuis in Den Haag für ca. 3,4 Mio. € erworben

Sechs seiner schönsten Bilder der Burg wurden im Rahmen einer Ausstellung des Mauritshuis in Den Haag gezeigt, die von Ende Februar bis Ende Mai 2009 dauerte und den Titel Groeten uit Bentheim, Jacob van Ruisdael (Grüße aus Bentheim, Jacob van Ruisdael) trug. Ergänzend wurden auch sechs weitere Bilder anderer Maler gezeigt, unter anderem eine Zeichnung aus dem Jahre 1654 von Anthonie Waterloo, eine weitere von 1743 von Isaäc de Moucheron und ein Gemälde Nicolaes Berchems.
Insgesamt sind heute noch über 25 Gemälde mit der Burg Bentheim und der Bentheimer Landschaft bekannt; ein Gemälde wurde bei einem Brand im Museum Boymans (Rotterdam) zerstört; viele Bilder befinden sich in Privatbesitz. 1988 erwarb die Niedersächsische Sparkassenstiftung ein Originalgemälde van Ruisdaels (Ansicht der Burg Bentheim von Nordwesten; Öl auf Leinwand) und stellte es 23 Jahre lang im Kloster Frenswegen in Nordhorn aus. Erst 2012 kam es im Rahmen der Kunstaktion „raumsichten“ an den Ort, den es zum Motiv hat: Burg Bentheim. Seit 2017 befindet sich ein weiteres Gemälde von Jacob van Ruisdael (Wasserfall mit Burg Bentheim von Nordwesten) als Dauerleihgabe im Museum am Herrenberg in Bad Bentheim.
Von Nicolaes Berchem ist nur eine Darstellung mit der Burg Bentheim bekannt: Das Gemälde Landschaft mit Schloss Bentheim ist auf das Jahr 1656 datiert und hängt heute in der Dresdner Gemäldegalerie (Inv. Nr. 1481).

## Der Schlosspark
Unterhalb der Burg befindet sich der so genannte Schlosspark, eine grüne, zwölf Hektar große und im Stil fürstlicher Gärten des 18. Jahrhunderts – in seiner heutigen Form in den Jahren 1973 und 1974 angelegte – Parkanlage mit einem See, Bäumen und großen Grasflächen. Im Sommer ist im Schlosspark eine Wasserfontäne in Betrieb, die dort in einem flachen, aus Sandstein erbauten Becken in die Höhe schießt. Dieser Springbrunnen wird von symmetrisch angeordneten Rosen- und Lavendelflächen umgeben, welche selbst von Hecken eingezäunt sind und den Weg säumen. Vor allem im Sommer kann man hier Tiere beobachten: Im See schwimmen zahlreiche Enten, die häufig von Leuten gefüttert werden, oder auch Kaninchen, die in den Büschen des Parks leben. Im nordwestlichen Teil der Parkanlage befinden sich ein Spielplatz und ein Wasserspielplatz für Kinder. Wenn im Winter Schnee gefallen ist, zieht es die zumeist eher jüngere Bevölkerung Bad Bentheims an die steilen Hänge im Süden der Anlage direkt unterhalb der Burg, um mit dem Schlitten dort hinunter zu rodeln.
Im Sommer, am letzten Samstag des August, gibt es in Bad Bentheim einen großen Flohmarkt, welcher sich über den gesamten Park erstreckt. Des Weiteren findet auf dem großen Parkplatz im Westen des Schlossparks jedes Jahr die Kirmes statt. Auf der gegenüberliegenden Seite steht das Sandsteinmuseum Bad Bentheim.

## Rosen im Innenhof
Im Jahr 2004 wurden im Innenhof der Burg Bentheim 49 historische Rosensorten aus drei Jahrhunderten in fünf Beeten angepflanzt. Reinhard Prinz und Angela Prinzessin zu Bentheim stellten die bepflanzbaren Flächen zur Verfügung. Die Anpflanzung erfolgte im Rahmen des Euregio-Projektes der Landwirtschaftskammer Nordrhein-Westfalen zur „Grenzüberschreitenden Entwicklung und Vermarktung innovativer Pflanzenprodukte“; kurz GEVIP. Anliegen ist, diese Zierpflanzensorten vor dem Aussterben zu bewahren und wieder in den Gärten zu kultivieren. Die Rosen stammen zum größten Teil aus dem Rosarium in Sangerhausen, der weltweit größten Rosensammlung.
Unter anderem finden sich dort Rosensorten, wie
- Ghislaine de Féligonde von 1916
- Souvenir de la Malmaison von 1843
- Königin von Dänemark von 1826

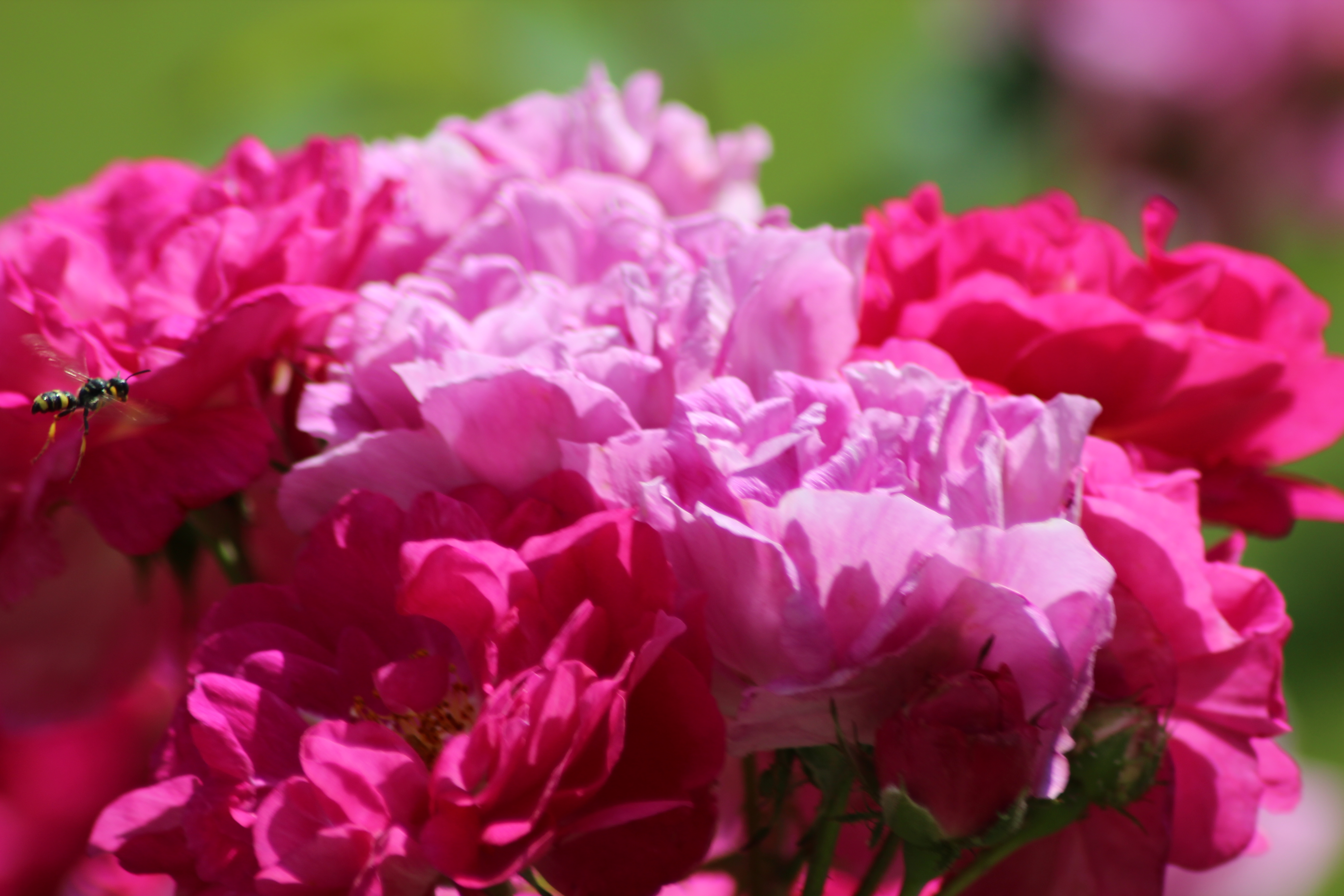
De la Grifferaie
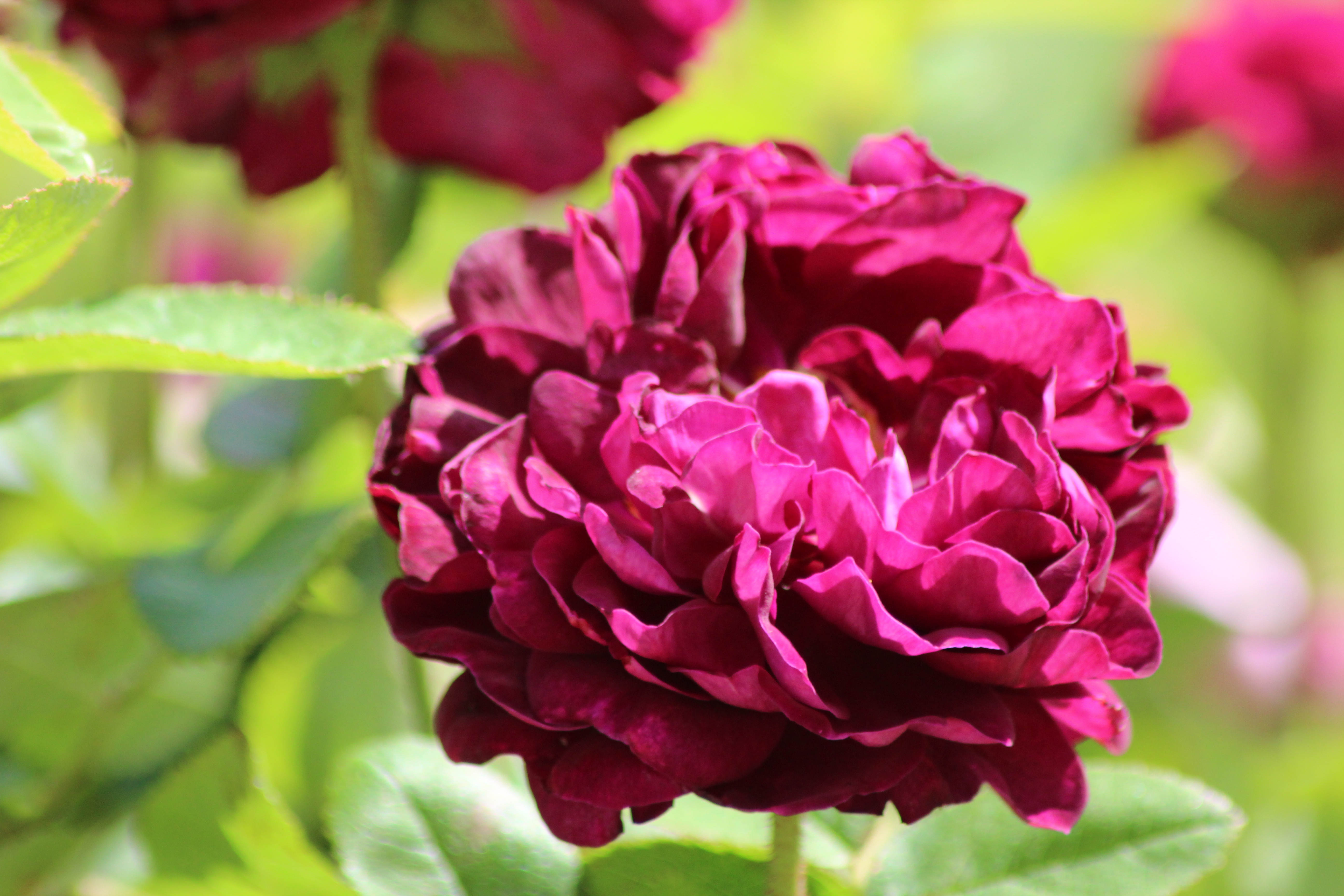
Tuscany Superb
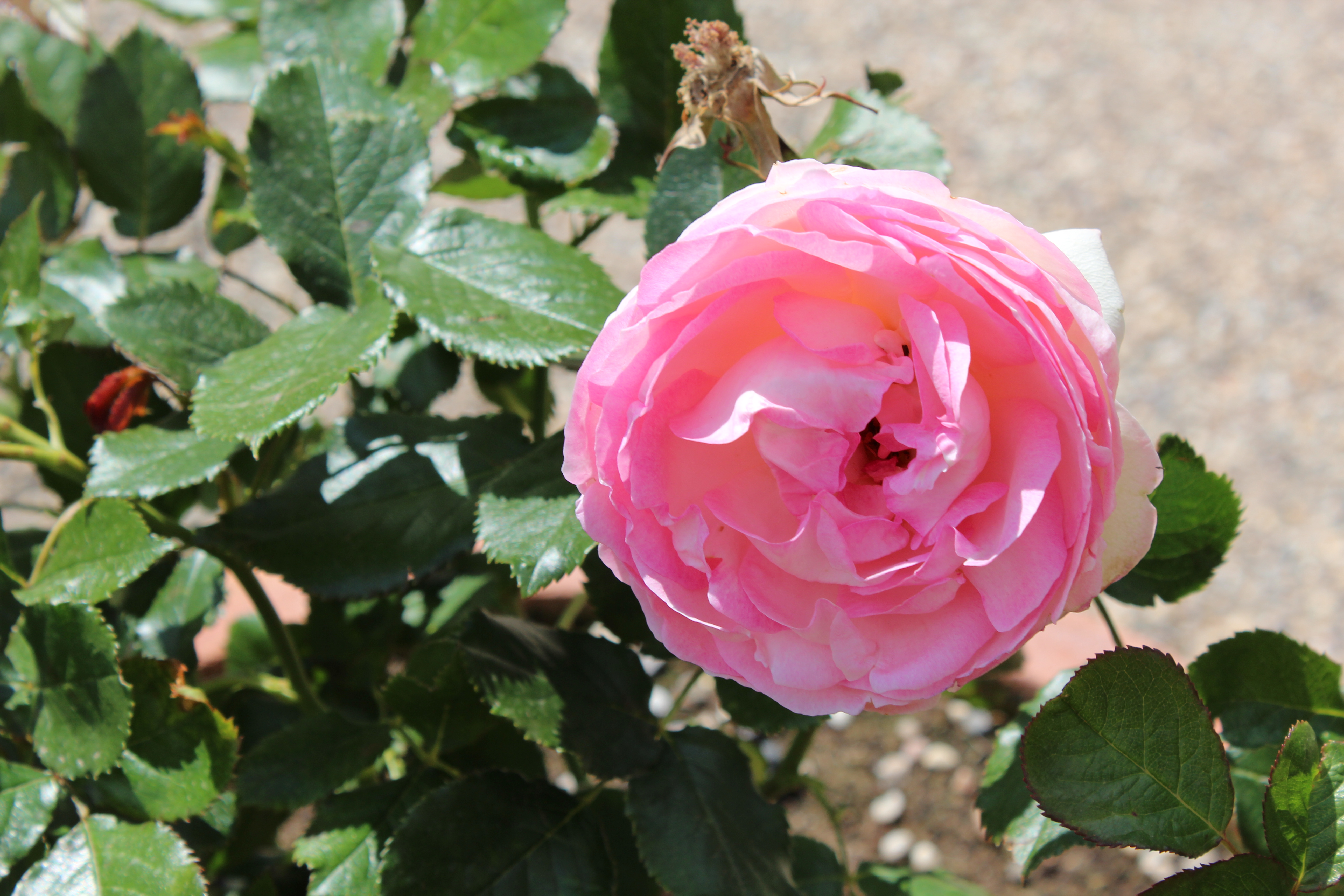
Königin von Dänemark
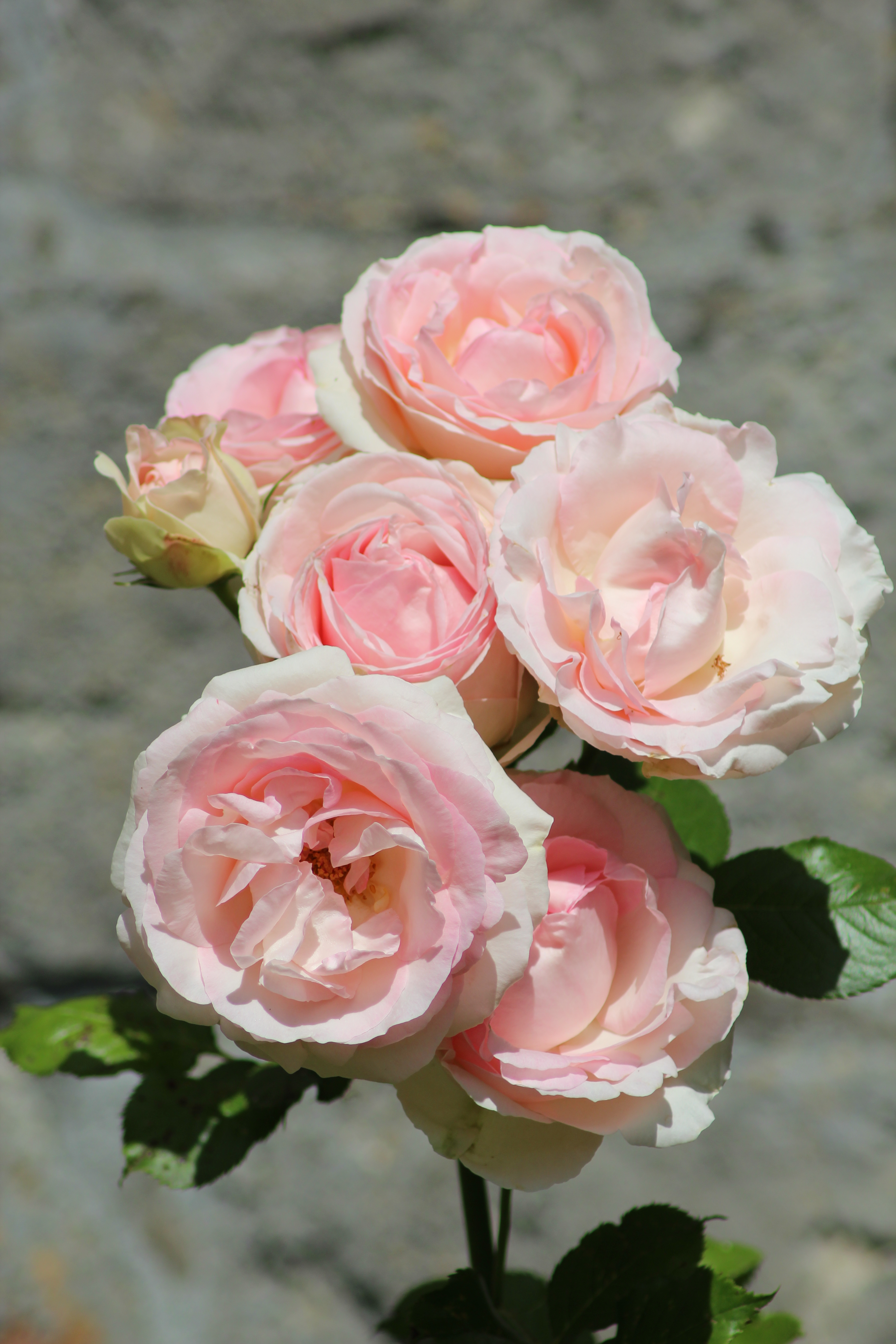
Bisher unidentifizierte Rosenart

Die Gartenkultur besaß vor allem in Burgen sowie Schlössern des 17. bis 19. Jahrhunderts einen hohen Stellenwert; die Pflege und Kultivierung von damals mündete in die Züchtung heute erhältlicher Sorten.

## Trivia
- Am Fuße der Südwand der Burganlage soll der Botaniker Jakob Friedrich Ehrhart das Glaskraut gefunden haben.
- Die weiße Frau – de witte Jüffer – ist eine Art Schloßgespenst. Der Sage nach verstarb die auf der Burg wohnende edle Dame (angeblich Gräfin Sophie von Bentheim) auf einer Wallfahrt im Jahre 1176. Ihre Seele fand keine Ruhe und flüchtete zurück zur Burg, wo sie noch heute umhergeistern soll. Begegnet man ihr zur Geisterstunde, so darf man ihr nicht ins Gesicht schauen, da man ebenso weiß wie sie wird und dem Tode verfällt. Man erhält einen Schlag mit dem Schlüsselbund, welcher an der Seite ihres Gewandes hängt, sobald man ihr den Weg versperrt. Kann man nicht ausweichen, soll man sich sofort ein Taschentuch so um die Hand binden, dass alle vier Zipfel nach vorn zeigen. Dann wird die „witte Jüffer“ ebendiese Zipfel ergreifen, welche danach Brandstellen aufweisen; der Besitzer des Tuches jedoch bleibt verschont. „Da, wo normalerweise ihre Augen saßen, waren nur zwei schwarze Löcher und es war, als ob sie mit diesen ihr Gegenüber aufzehren und anlocken wollte“, berichtet die Sage.
- Einstellungen zu dem Film Allein gegen die Zeit – Der Film wurden unter anderen in der Burg Bentheim aufgenommen.